# Damernas sprint vid världsmästerskapen i nordisk skidsport 2011
Damernas sprint i VM i längdskidåkning genomfördes vid Holmenkollen utanför Oslo, Norge den 24 februari 2011. Distansen var 1,335 km. Segraren och vinnare av guldet blev Marit Bjørgen, Norge.

## Resultat

### Kval
Kvalet påbörjades klockan 13.30 lokal tid (CET).
| Plac. | Start- nummer | Namn                   | Land      | Tid     |
| ----- | ------------- | ---------------------- | --------- | ------- |
| 1     | 30            | Marit Bjørgen          | Norge     | 3:03.89 |
| 2     | 36            | Charlotte Kalla        | Sverige   | 3:05.39 |
| 3     | 19            | Maiken Caspersen Falla | Norge     | 3:05.64 |
| 4     | 34            | Astrid Jacobsen        | Norge     | 3:07.31 |
| 5     | 29            | Katja Višnar           | Slovenien | 3:07.64 |
| 6     | 32            | Krista Lähteenmäki     | Finland   | 3:07.90 |
| 7     | 18            | Hanna Falk             | Sverige   | 3:07.97 |
| 8     | 37            | Laure Barthelemy       | Frankrike | 3:08.53 |
| 9     | 25            | Kikkan Randall         | USA       | 3:09.75 |
| 10    | 27            | Magda Genuin           | Italien   | 3:09.91 |
| 11    | 16            | Arianna Follis         | Italien   | 3:10.41 |
| 12    | 24            | Celine Brun-Lie        | Norge     | 3:10.45 |
| 13    | 35            | Justyna Kowalczyk      | Polen     | 3:10.49 |
| 14    | 23            | Petra Majdič           | Slovenien | 3:11.13 |
| 15    | 20            | Vesna Fabjan           | Slovenien | 3:11.13 |
| 16    | 43            | Nicole Fessel          | Tyskland  | 3:11.37 |
| 17    | 55            | Silvana Bucher         | Schweiz   | 3:12.24 |
| 18    | 50            | Natalja Iljina         | Ryssland  | 3:12.27 |
| 19    | 48            | Alenka Cebasek         | Slovenien | 3:12.88 |
| 20    | 39            | Denise Herrmann        | Tyskland  | 3:13.32 |
| 21    | 40            | Riikka Sarasoja        | Finland   | 3:13.49 |
| 22    | 17            | Ida Ingemarsdotter     | Sverige   | 3:13.50 |
| 23    | 44            | Chandra Crawford       | Kanada    | 3:13.90 |
| 24    | 9             | Perianne Jones         | Kanada    | 3:13.95 |
| 25    | 22            | Alena Prochazkova      | Slovakien | 3:14.64 |
| 26    | 21            | Anastasia Dotsenko     | Ryssland  | 3:15.03 |
| 27    | 33            | Daria Gaiazova         | Kanada    | 3:15.10 |
| 28    | 15            | Sadie Bjornsen         | USA       | 3:15.19 |
| 29    | 7             | Jessie Diggins         | USA       | 3:15.24 |
| 30    | 31            | Hanna Brodin           | Sverige   | 3:15.54 |

### Kvartsfinaler
Kvartsfinal 1
| Placering | Namn            | Land     | Tid    | Marginal | Anm. |
| --------- | --------------- | -------- | ------ | -------- | ---- |
| 1         | Marit Bjørgen   | Norge    | 3:04.8 | 0.0      | Q    |
| 2         | Arianna Follis  | Italien  | 3:04.9 | +0,1     | Q    |
| 3         | Hanna Brodin    | Sverige  | 3:05.2 | +1,4     | q    |
| 4         | Magda Genuin    | Italien  | 3:06.9 | +2,1     |      |
| 5         | Denise Herrmann | Tyskland | 3:08.3 | +3.5     |      |
| 6         | Riikka Sarasoja | Finland  | 3:09.6 | +4,8     |      |

Kvartsfinal 2
| Placering | Namn            | Land      | Tid    | Marginal | Anm. |
| --------- | --------------- | --------- | ------ | -------- | ---- |
| 1         | Hanna Falk      | Sverige   | 3:06.0 | 0.0      | Q    |
| 2         | Petra Majdič    | Slovenien | 3:06.1 | +0,1     | Q    |
| 3         | Astrid Jacobsen | Norge     | 3:06.1 | +0,1     | q    |
| 4         | Daria Gaiazova  | Kanada    | 3:06.4 | +0,4     |      |
| 5         | Silvana Bucher  | Schweiz   | 3:08.1 | +2,1     |      |
| 6         | Perianne Jones  | Kanada    | 3:08.1 | +2,1     |      |

Kvartsfinal 3
| Placering | Namn               | Land      | Tid    | Marginal | Anm. |
| --------- | ------------------ | --------- | ------ | -------- | ---- |
| 1         | Vesna Fabjan       | Slovenien | 3:06.2 | 0,0      | Q    |
| 2         | Alena Prochazkova  | Slovakien | 3:06.6 | +0,4     | Q    |
| 3         | Nicole Fessel      | Tyskland  | 3:06.6 | +0,4     |      |
| 4         | Krista Lähteenmäki | Finland   | 3:06.7 | +0,5     |      |
| 5         | Katja Visnar       | Slovenien | 3:09.0 | +2,8     |      |
| 6         | Anastasia Dotsenko | Ryssland  | 3:11.9 | +5,7     |      |

Kvartsfinal 4
| Placering | Namn               | Land      | Tid    | Marginal | Anm. |
| --------- | ------------------ | --------- | ------ | -------- | ---- |
| 1         | Charlotte Kalla    | Sverige   | 3:06.6 | 0,0      | Q    |
| 2         | Ida Ingemarsdotter | Sverige   | 3:07.4 | +0,8     | Q    |
| 3         | Celine Brun-Lie    | Norge     | 3:08.4 | +1,8     |      |
| 4         | Alenka Cebašek     | Slovenien | 3:08.5 | +1,9     |      |
| 5         | Jessie Diggins     | USA       | 3:10.5 | +3,9     |      |
| 6         | Kikkan Randall     | USA       | 3:19.0 | +12,4    |      |

Kvartsfinal 5
| Placering | Namn                   | Land      | Tid    | Marginal | Anm. |
| --------- | ---------------------- | --------- | ------ | -------- | ---- |
| 1         | Laure Barthelemy       | Frankrike | 3:06.8 | 0,0      | Q    |
| 2         | Justyna Kowalczyk      | Polen     | 3:07.1 | +0,3     | Q    |
| 3         | Maiken Caspersen Falla | Norge     | 3:07.4 | +0,6     |      |
| 4         | Natalja Ilina          | Ryssland  | 3:08.1 | +1,3     |      |
| 5         | Saide Bjornsen         | USA       | 3:11.2 | +4,4     |      |
| 6         | Chandra Crawford       | Kanada    | 3:17.9 | +11,1    |      |

### Semifinaler
Semifinal 1
| Placering | Namn              | Land      | Tid    | Marginal | Anm. |
| --------- | ----------------- | --------- | ------ | -------- | ---- |
| 1         | Marit Bjørgen     | Norge     | 3:04.3 | 0,0      | Q    |
| 2         | Petra Majdič      | Slovenien | 3:04.4 | +0,1     | Q    |
| 3         | Arianna Follis    | Italien   | 3:04.6 | +0,3     | q    |
| 4         | Alena Procházková | Slovakien | 3:05.8 | +1,5     | q    |
| 5         | Astrid Jacobsen   | Norge     | 3:06.1 | +1,8     |      |
| 6         | Hanna Falk        | Sverige   | 3:12.3 | +8,0     |      |

Semifinal 2
| Placering | Namn               | Land      | Tid    | Marginal | Anm. |
| --------- | ------------------ | --------- | ------ | -------- | ---- |
| 1         | Vesna Fabjan       | Slovenien | 3:05.9 | 0.0      | Q    |
| 2         | Justyna Kowalczyk  | Polen     | 3:06.2 | +0,3     | Q    |
| 3         | Laure Barthélémy   | Frankrike | 3:06.7 | +0,8     |      |
| 4         | Charlotte Kalla    | Sverige   | 3:06.8 | +0,9     |      |
| 5         | Hanna Brodin       | Sverige   | 3:07.3 | +1,4     |      |
| 6         | Ida Ingemarsdotter | Sverige   | 3:08.0 | +2,1     |      |

### Final
| Placering | Namn              | Land      | Tid    | Marginal | Anm. |
| --------- | ----------------- | --------- | ------ | -------- | ---- |
| 1         | Marit Bjørgen     | Norge     | 3:03.9 | 0.0      |      |
| 2         | Arianna Follis    | Italien   | 3:04.1 | +0,2     |      |
| 3         | Petra Majdič      | Slovenien | 3:04.4 | +0,5     |      |
| 4         | Vesna Fabjan      | Slovenien | 3:04.4 | +0,5     |      |
| 5         | Justyna Kowalczyk | Polen     | 3:05.7 | +1,8     |      |
| 6         | Alena Procházková | Slovakien | 3:15.4 | +15,5    |      |

## Resultat 7-25
| Placering | Namn                   | Land      |
| --------- | ---------------------- | --------- |
| 7         | Laure Barthélémy       | Frankrike |
| 8         | Charlotte Kalla        | Sverige   |
| 9         | Astrid Jacobsen        | Norge     |
| 10        | Hanna Brodin           | Sverige   |
| 11        | Hanna Falk             | Sverige   |
| 12        | Ida Ingemarsdotter     | Sverige   |
| 13        | Maiken Caspersen Falla | Norge     |
| 14        | Celine Brun-Lie        | Norge     |
| 15        | Nicole Fessel          | Tyskland  |
| 16        | Krista Lähteenmäki     | Finland   |
| 17        | Magda Genuin           | Italien   |
| 18        | Natalija Iljina        | Ryssland  |
| 19        | Alenka Cebašek         | Slovenien |
| 20        | Darja Gaiasova         | Kanada    |
| 21        | Katja Višnar           | Slovenien |
| 22        | Silvana Bucher         | Schweiz   |
| 23        | Denise Herrmann        | Tyskland  |
| 24        | Sadie Bjornsen         | USA       |
| 25        | Jessie Diggins         | USA       |